# LGV Méditerranée
La LGV Méditerranée, ligne nouvelle 5 (LN5), est une ligne ferroviaire française à grande vitesse, à écartement standard et double voie d'une longueur de 250 km, qui prolonge la LGV Rhône-Alpes de Saint-Marcel-lès-Valence à Marseille, d'une part, et Nîmes, d'autre part. Elle relie Lyon et le nord de la France aux régions Provence-Alpes-Côte d'Azur et Occitanie.
Le coût de l'investissement s'élève à 3,8 milliards d'euros. En mettant Marseille à trois heures de Paris (pour une distance de 750 km) et Nîmes à deux heures cinquante-deux minutes, la mise en service de cette ligne inverse les parts de marché respectives de l'avion et du train, ce dernier assurant désormais les deux-tiers des déplacements.
Elle constitue respectivement les troisième et première sections des lignes nos 752 000 et 834 000 du réseau ferré national, sous les dénominations « ligne de Combs-la-Ville à Saint-Louis (LGV) », celle-ci étant également constituée des LGV Sud-Est et LGV Rhône-Alpes, et « ligne des Angles à Lattes (LGV) », celle-là étant aussi constituée du contournement ferroviaire de Nîmes et de Montpellier ; à cela s'ajoute le « raccordement branche grand-sud du triangle des Angles (LGV) » (no 834 100).

## Histoire

### Chronologie
- 1996 : début des travaux ;
- 7 juin 2001 : inauguration de la LGV Méditerranée par le ministre des Transports Jean Claude Gayssot ;
- 10 juin 2001 : mise en service commercial.

### Projet mouvementé
Le premier projet de LGV Méditerranée remonte au schéma directeur des liaisons à grande vitesse élaboré par le gouvernement en janvier 1989. Ce document est approuvé par décret le 1er avril 1992, dans le cadre de la loi d'orientation des transports intérieurs (Loti). Ce projet initial, qui s'inscrit dans le cadre plus large des dessertes du nord au sud de l'Europe, comporte trois volets distincts :
- le TGV Provence, de Valence à Marseille ;
- le TGV Côte d’Azur, d'Aix-en-Provence à Fréjus (Le Muy) ;
- le TGV Languedoc-Roussillon, d'Avignon à Nîmes, Montpellier et vers l'Espagne[1].

Le TGV Méditerranée apparaît comme le plus rentable, avec un taux de 12 %, et fait l'objet d'une décision de principe lors d'un conseil des ministres de janvier 1989. En effet, cet axe prolonge la LGV Sud-Est, qui connaît un grand succès, et permet la desserte accélérée des rivages de la Méditerranée, suivant l'axe ferroviaire classique Paris - Marseille, historiquement le plus fréquenté de France. Les prévisions de trafic font apparaître une forte hausse, de 47 % pour la branche PACA, et de 65 % pour la branche Languedoc-Roussillon. La SNCF dévoile le tracé aux élus locaux en janvier 1990 ; il comporte une séparation des deux branches au nord-est d'Orange. La branche provençale longe l'autoroute A7 à une distance de cinq à dix kilomètres, le triangle de raccordement entre Provence et Languedoc se situe près de Cavaillon, et la branche Côte d’Azur se débranche à hauteur d'Aix-en-Provence.
Mais l'opposition à ce tracé commence à s'organiser : les vignerons n'acceptent pas de le voir tailler à travers les vignes ; les habitants de la vallée du Rhône estiment déjà subir trop de nuisances avec les axes routiers et ferroviaires existants (autoroute A7, route nationale 7 et Ligne de Paris-Lyon à Marseille-Saint-Charles). Deux associations, dont la coordination associative régionale de défense de l'environnement (CARDE), défendent l'idée d'une ligne dans les couloirs ferroviaires existants, ceux-ci étant pourtant largement saturés et bordés de nombreux riverains. La coordination TGV (méditerranée) considère que le tracé final exclut davantage les vignobles, François Mitterrand ayant eu une oreille favorable à «ses amis» vignerons.
Le 14 juillet 1990, c'est le président de la République François Mitterrand qui s'inquiète de ce tracé qui causerait de gros dégâts au vignoble des côtes du Rhône, ce qui suffit à faire revoir entièrement le projet. Mais on découvre plus tard qu'un village sur ce tracé, Sainte-Cécile-les-Vignes, est administré par Guy Penne, par ailleurs conseiller de François Mitterrand aux Affaires africaines, ce qui ne manque pas de donner une tournure politique à cette demande de rectification de tracé.
La SNCF est ainsi contrainte de réexaminer le projet, d'autant plus que l’opposition des habitants s'organise (effet NIMBY). Des réactions négatives apparaissent par ailleurs dans la plaine de la Crau et dans le Var, département piqueté d'un mitage pavillonnaire anarchique.
Les communes traversées, alors qu'elles sont déjà reliées à Paris par le réseau existant, ne voient pas l'intérêt de devoir supporter les nuisances de la ligne nouvelle, n'étant pas mieux desservies par les gares prévues. Cette opposition, de type nimby, est par exemple critiquée par Jacques Fournier, président de la SNCF pour qui «Une région qui bénéficie de gains de temps substantiels grâce au passage du TGV sur d'autres territoires que le sien serait mal fondée à refuser que l'on réalise des gains de temps similaires sur son propre territoire». Elle est aussi la conséquence du centralisme de la France, seule la liaison vers Paris étant considérée comme utile.

### Mission Querrien
Au vu des nombreuses oppositions, encore inconnues à ce niveau contre un projet de ligne à grande vitesse en France, et au vu du risque politique, le ministre des Transports, Michel Delebarre, nomme le 2 août 1990 Max Querrien, maire socialiste de Paimpol et conseiller d'État, à la tête d'une mission. Celle-ci a pour objectif de trouver le plus large consensus possible sur ce projet. En parallèle, le tracé de la LGV Languedoc-Roussillon est présenté ; il prévoit une ligne à grande vitesse des alentours d'Avignon jusqu'à Lattes, à 6 km de Montpellier. Mais le faible taux de rentabilité du projet, estimé à 5,9 %, le fait apparaître comme non rentable.
Début 1991, le nouveau ministre des Transports, Louis Besson, présente les résultats du rapport de la mission Querrien. Celui-ci retient deux tracés dans la Drôme, un tracé médian et un tracé ouest, avec huit variantes possibles. Après un bilan sur l'impact environnemental et sur le bâti, c'est le tracé ouest par la plaine de Marsanne qui est finalement retenu, avec toutefois quelques rectifications.
À la suite des manifestations devenues quotidiennes, la SNCF nomme M. Pierre Izard directeur du projet, polytechnicien de trente-cinq ans et ingénieur des Ponts et chaussées, afin de mener un dialogue constructif avec les associations et élus locaux.
Pourtant, face à cette vague de contestations, les usagers des transports, puis des écologistes prennent la défense du TGV, dont la fédération Rhône-Alpes de protection de la nature (FRAPNA). Toutes deux estiment que la ligne provoquerait moins de nuisances pour l'environnement que les voies routières construites dans le sud de la France et qui n'ont pas rencontré la même opposition. Elle limiterait en outre les accidents de la route, à condition néanmoins d'une bonne intégration paysagère de la ligne. De même, les deux-tiers des provençaux se prononcent pour le TGV, selon un sondage réalisé par la Sofres.
Mais l'année 1990 reste difficile pour la SNCF, les pétitions, déclarations et délibérations d'élus et rassemblements marquant une importante contestation ne se calmant pas. Les blocages de voies ferrées et les sabotages des infrastructures ferroviaires se multiplient même. En 1991, les blocages de voies continuent dans la Drôme et l'Ardèche, comme le 15 février, à Livron (Drôme) et La Voulte-sur-Rhône (Ardèche), par quatre-vingt opposants de la plaine de Marsanne, à proximité de Montélimar. Durant l'été 1991, la Coordination associative régionale de défense de l'environnement (CARDE) continue ses blocages.
Le 28 février 1992, Paul Quilès, ministre des Transports, de l'Équipement et du Logement, décide que la traversée des Pennes-Mirabeau, près de Marseille, sera réalisée en tunnel, ce qui donne satisfaction aux riverains mais augmente encore le coût de la ligne. La SNCF étudie la réalisation d'aménagements complémentaires afin de mieux protéger les voyageurs dans le site à risque du Tricastin.

### Déclaration d'utilité publique
La procédure de déclaration d'utilité publique est lancée le 8 octobre 1993 dans les cent-six communes concernées par le tracé de base. La commission d'enquête rend un avis favorable, à l'exception de réserves concernant le passage à proximité du complexe nucléaire du Tricastin, et la traversée de la plaine de Marsanne. Bernard Bosson, ministre de l'Équipement, des Transports et du Tourisme, demande à la SNCF de réexaminer le dossier du tracé du TGV Méditerranée dans les secteurs où des réserves ont été prononcées par la commission, en particulier le complexe du Tricastin et la plaine de Marsanne.
Le comité interministériel du 23 septembre 1993, réuni par le nouveau Premier ministre Édouard Balladur, donne son accord à la réalisation du TGV Méditerranée et du TGV Est. Les réserves sont écartées concernant la plaine de Marsanne, mais un déplacement de la plateforme ferroviaire est décidé afin d'éloigner la ligne du périmètre SEVESO près des installations du Tricastin. Cette décision met fin à plusieurs années de débats parfois stériles, mais qui ont toutefois permis une amélioration du tracé dans l'intérêt général.
L'utilité publique de la ligne est déclarée par un décret du 31 mai 1994 publiée au journal officiel le 2 juin 1994,, mais avec les nombreuses modifications décidées et la nécessité de réaliser plusieurs ouvrages d'art de grande ampleur, le taux de rentabilité de la ligne est passé de 12 % à 6,4 %. Afin de le faire remonter à 8 %, seuil admissible pour la SNCF, l'État apporte une contribution de 2,4 milliards de francs sur les 24,2 milliards de francs du chantier. Le 25 septembre 1995, Anne-Marie Idrac, secrétaire d'État aux Transports, signe l'autorisation d'engagement des travaux du TGV Méditerranée.
Le passage sur les communes de La Garde-Adhémar, Pierrelatte, Lapalud, Lamotte-du-Rhône et Bollène nécessite une procédure complémentaire. Le 4 janvier 1995, la commission d'enquête émet un avis défavorable à la déclaration d'utilité publique concernant le tronçon longeant les installations nucléaires du Tricastin. Ce tronçon de la ligne est cependant déclaré d'utilité publique par décret le 5 mai 1995.
Les difficultés du financement font renouveler le choix opéré dix ans plus tôt pour le contournement du Mans du TGV Atlantique : le tronçon Nîmes-Montpellier voit sa réalisation différée, les acquisitions foncières pouvant toutefois être réalisées. La construction pourrait toutefois reprendre en 2009 et prendre la forme d'une ligne mixte TGV/fret, qui contournerait Montpellier, en attendant la réalisation d'une grande transversale sud.

### Chantier

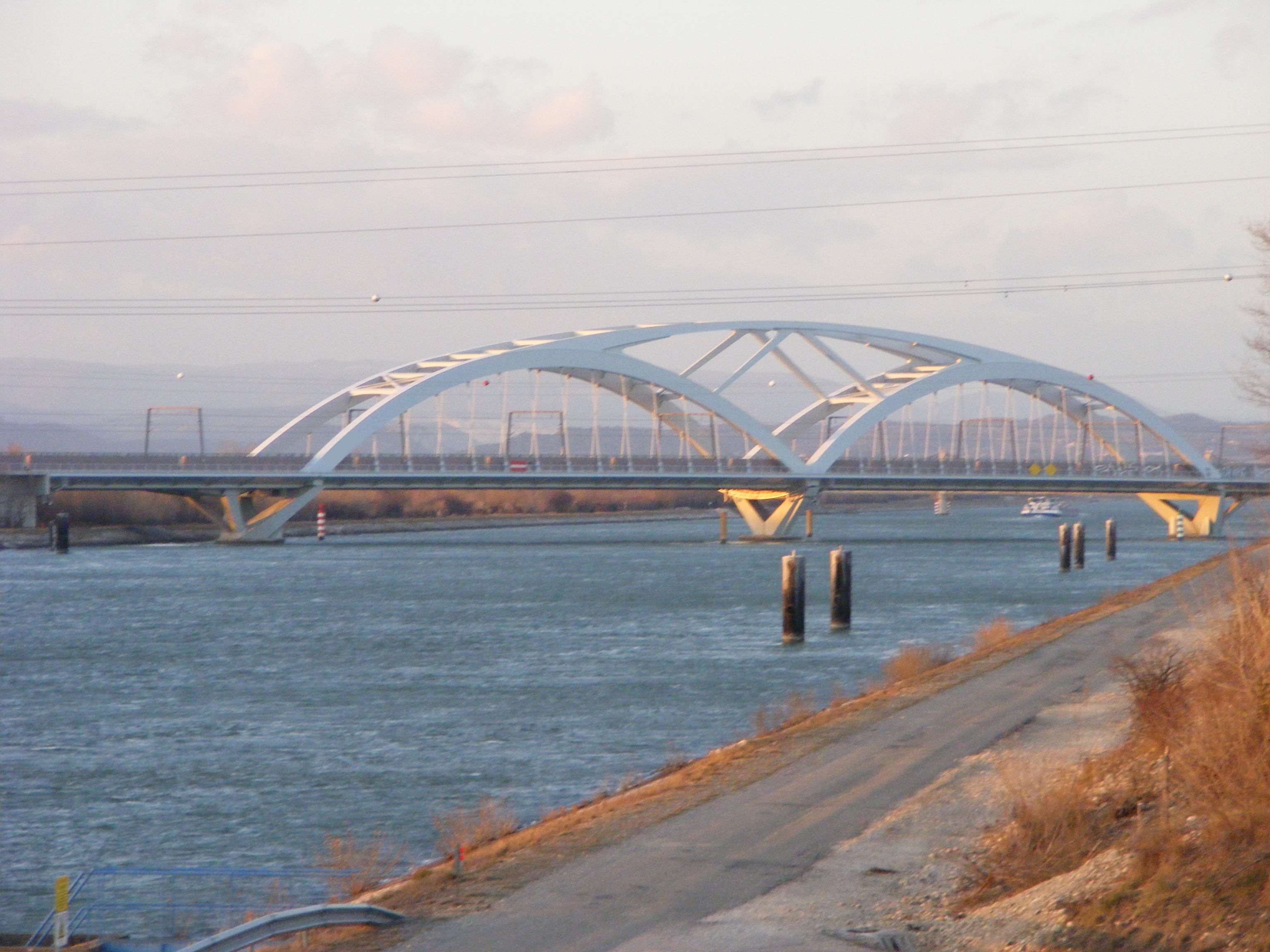
Viaduc franchissant le canal du Rhône sur la LGV Méditerranée à hauteur de La Garde-Adhémar (Drôme).

La construction de la LGV nécessite cent millions d'heures de travail et crée dix mille emplois durant cinq ans. Le chantier est lancé très rapidement vu l'important retard pris par le projet ; les marchés sont attribués à un peu plus d'une trentaine d'entreprises de la région ou du pays. La maîtrise d’œuvre des chantiers est confiée à quatre divisions territoriales de la SNCF, la DT 1 pour la Drôme, la DT2 pour le Vaucluse et le Gard rhodanien, basée à Avignon, la DT 3 pour les Bouches-du-Rhône, basée à Aix-en-Provence et la DT4 pour la branche languedocienne, basée à Nîmes.
Les restrictions budgétaires font à cette époque prévoir une mise en service en deux étapes, en janvier puis septembre 2000. Dès 1995, le percement des tunnels est mis en œuvre, et les fondations des viaducs sont mises en chantier. En 1998, les travaux connaissent leurs premiers achèvements avec le viaduc des Angles à Avignon, et le tunnel de Marseille, achevé en juillet. En 1999, RFF autorise la SNCF à passer les marchés de pose des voies. Le chantier, divisé en 3, est confié aux entreprises TSO (Travaux du Sud-Ouest, travaux du tunnel de Marseille), Groupement TSO/ETF (Européenne de Travaux Ferroviaires, travaux à partir de Cheval Blanc) et SECO/DGC (aujourd'hui Colas Rail, travaux à partir d'Eurre). La pose se déroule à raison de 1 300 mètres par jour pour chacun des secteurs. La ligne comporte deux secteurs distincts : au nord, les voies sont posées à partir de la base travaux d'Eurre, dans la Drôme, au sud, à partir de la base travaux de Cheval-Blanc.
La dernière traverse est symboliquement posée par le ministre des Transports, Jean-Claude Gayssot, à Mondragon, dans le Vaucluse. Les travaux d'électrification sont lancés dans la foulée, avec pour objectif de mettre sous tension les sections nord et sud de la ligne durant l'automne 2000, la jonction centrale en décembre, et la branche Languedoc en février 2001. Les premiers essais en ligne ont lieu en octobre 2000, d'abord sur 80 km au sud, puis 58 km au nord, avec la rame TGV Réseau no 531. Elle atteint durant cette période des pointes à 350 km/h et franchit les aiguilles en voie déviée à 185 km/h (au lieu de 170 autorisés en service), ce qui démontre la parfaite tenue de l'infrastructure.

### Mise en service

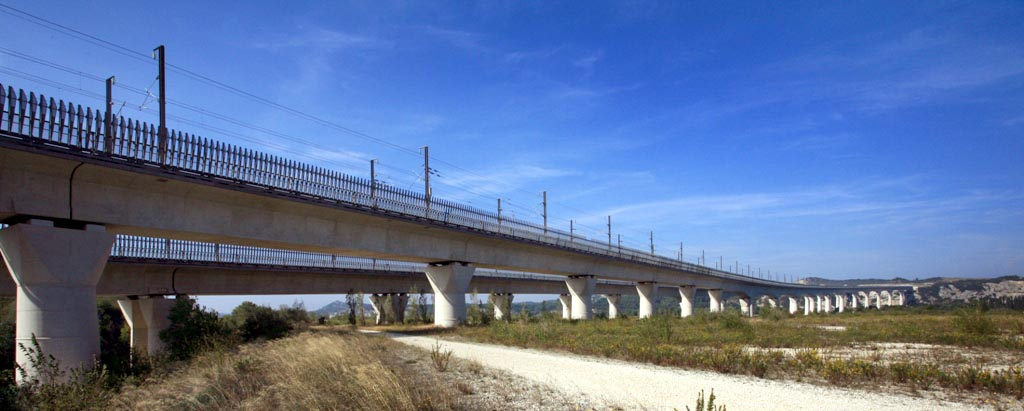
Le double viaduc des Angles, près d'Avignon.

Le 17 janvier 2001, le ministre des Transports revient sur la ligne, mais cette fois pour la première marche officielle à bord de la cabine d'une rame TGV Réseau et pour laquelle l'équipage lui permet en qualité de cheminot de conduire. Celle-ci atteint 353,5 km/h et relie Aix-en-Provence TGV à Valence TGV en 38 min.
Aucun record de vitesse n'étant envisagé, la SNCF a prévu un autre record afin de marquer l'ouverture de cette ligne à l'histoire difficile. Ce record préparé par la direction de la communication, est baptisé « opération Sardine ». Il s'agit de parcourir plus de mille kilomètres de Calais à Marseille, reliant la mer du Nord à la mer Méditerranée, en moins de trois heures et trente minutes. C'est la rame TGV Réseau no 531, déjà équipée d'instruments de mesure pour l'homologation de la ligne, qui est de nouveau choisie. Les 13 et 26 avril 2001, deux marches préliminaires sont réalisées en respectivement 3 h 46 et 3 h 44. Une autre marche a lieu le 19 mai, avec cent-soixante personnes de la SNCF à son bord. Puis le 26 mai 2001, la rame transportant des journalistes et responsables de la SNCF réalise le record de 1 067 km en 3 h 29 min et 30 secondes,.
La LGV Méditerranée est inaugurée par le président de la République Jacques Chirac le 7 juin 2001, en présence notamment du président de la SNCF, Louis Gallois et du président de RFF, Claude Martinand. Les discours d'usage sont prononcés au pied du double viaduc des Angles, près d'Avignon.

## Tracé

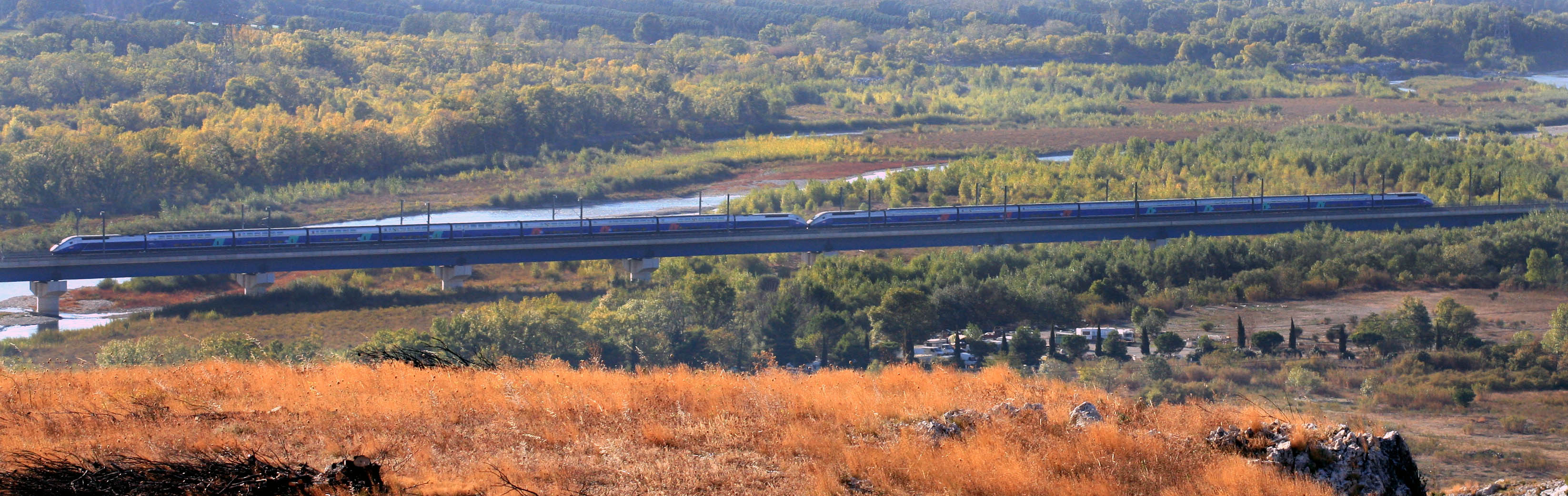
Unité-multiple de TGV Duplex franchissant la Durance sur le viaduc de Cavaillon.

La ligne s’étend sur un total de 295 km. Elle traverse les régions françaises Auvergne-Rhône-Alpes et Provence-Alpes-Côte d’Azur. Le rayon minimal des courbes est de 6 000 m, les plus faibles dans certains cas atteignant 4 000 m. Les rampes maximales sont de 35 ‰, assez fréquentes à cause de la géographie accidentée des régions traversées.
La LGV Méditerranée commence à Saint-Marcel-lès-Valence (Drôme), en prolongement de la LGV Rhône-Alpes qui bifurque vers Valence. Elle atteint immédiatement la gare de Valence TGV, située au croisement de la ligne de Valence à Moirans. À hauteur de Crest, un raccordement, non électrifié, est greffé, en provenance de la base maintenance situé sur la ligne de Livron à Aspres-sur-Buëch. La ligne à grande  vitesse passe dans un tunnel, traverse la plaine de Marsanne puis se rapproche du Rhône en passant par la vallée du Roubion. Après avoir franchi l'A7 au sud de Montélimar et le canal de Donzère-Mondragon, la LGV est reliée au réseau classique par un raccordement de secours, électrifié, situé entre Lamotte-du-Rhône et Lapalud. La LGV traverse ensuite deux fois le Rhône au niveau de Mondragon et Mornas, puis une troisième fois au nord de Roquemaure (Gard).

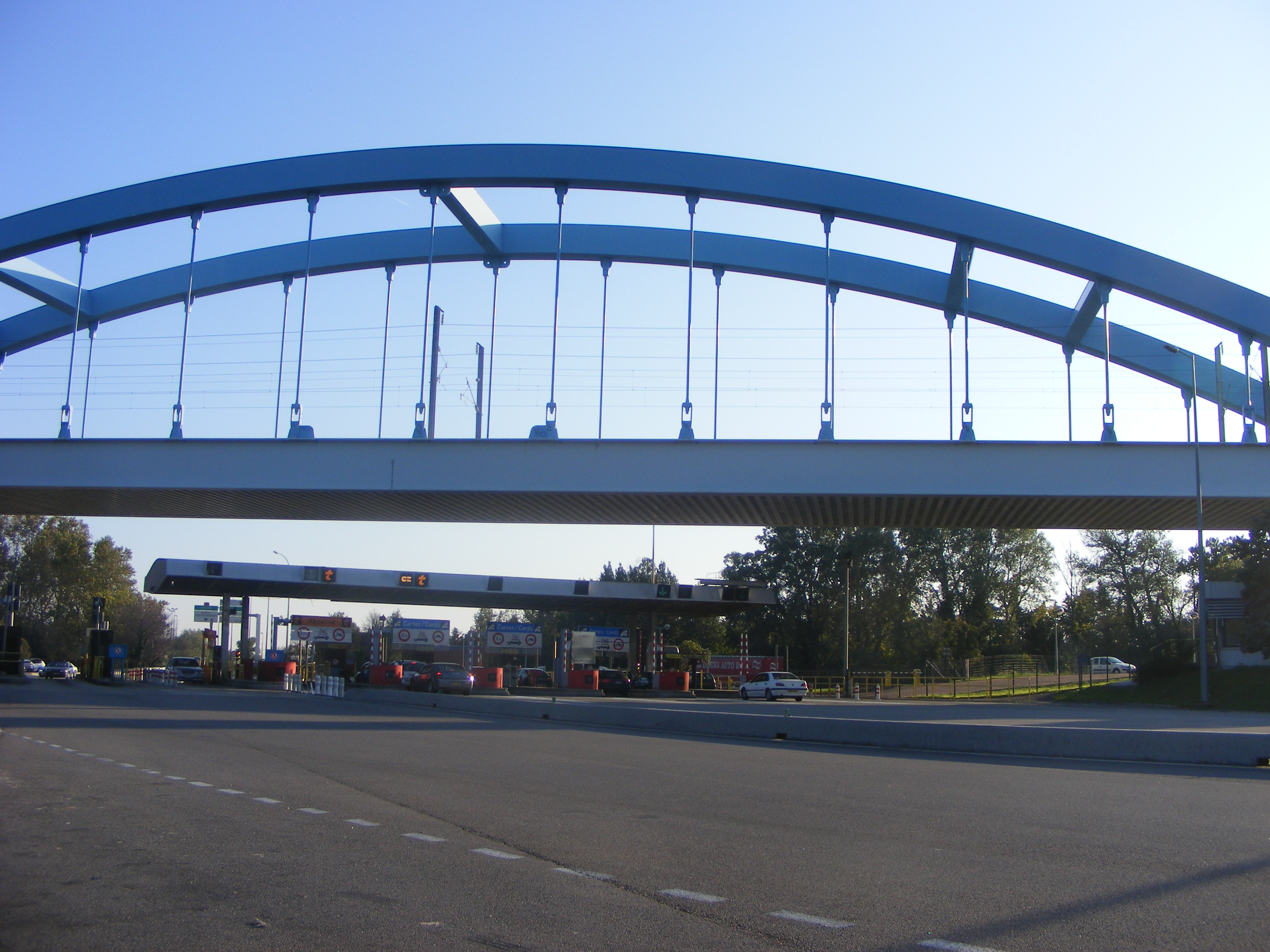
Péage d'Avignon-Sud (Sortie 24) sur l'autoroute A7 surplombé par la LGV Méditerranée.

Au niveau des Angles, un triangle permet de relier entre elles la ligne venant du nord et les branches « Marseille » et  « Languedoc-Roussillon » ; cette dernière branche de 21 km se raccorde à la ligne de Tarascon à Sète-Ville au niveau de Manduel (à 9 km de Nîmes).
Depuis décembre 2017 la ligne est raccordée au contournement ferroviaire de Nîmes et de Montpellier.
La branche principale de la LGV et le raccordement sud de l'embranchement traversent le Rhône par deux viaducs jumeaux, les viaducs des Angles, et se rejoignent juste avant la gare d'Avignon TGV, au sud d'Avignon. La ligne longe ensuite la Durance qu'elle franchit à trois reprises entre Cavaillon (Vaucluse) et Orgon (Bouches-du-Rhône), puis la quitte en s'orientant vers le sud-est. À la hauteur de Ventabren, un viaduc de 1 730 m franchit l'A8. La LGV se dirige ensuite vers le sud, puis après avoir franchi le viaduc de l'Arc, dessert la gare d'Aix-en-Provence TGV, sur la route d'Aix-en-Provence à Marignane, traverse le tunnel des Pennes-Mirabeau (8 km) et se raccorde au réseau classique à l'entrée de Marseille dans le quartier de Saint-Louis.

### Raccordements

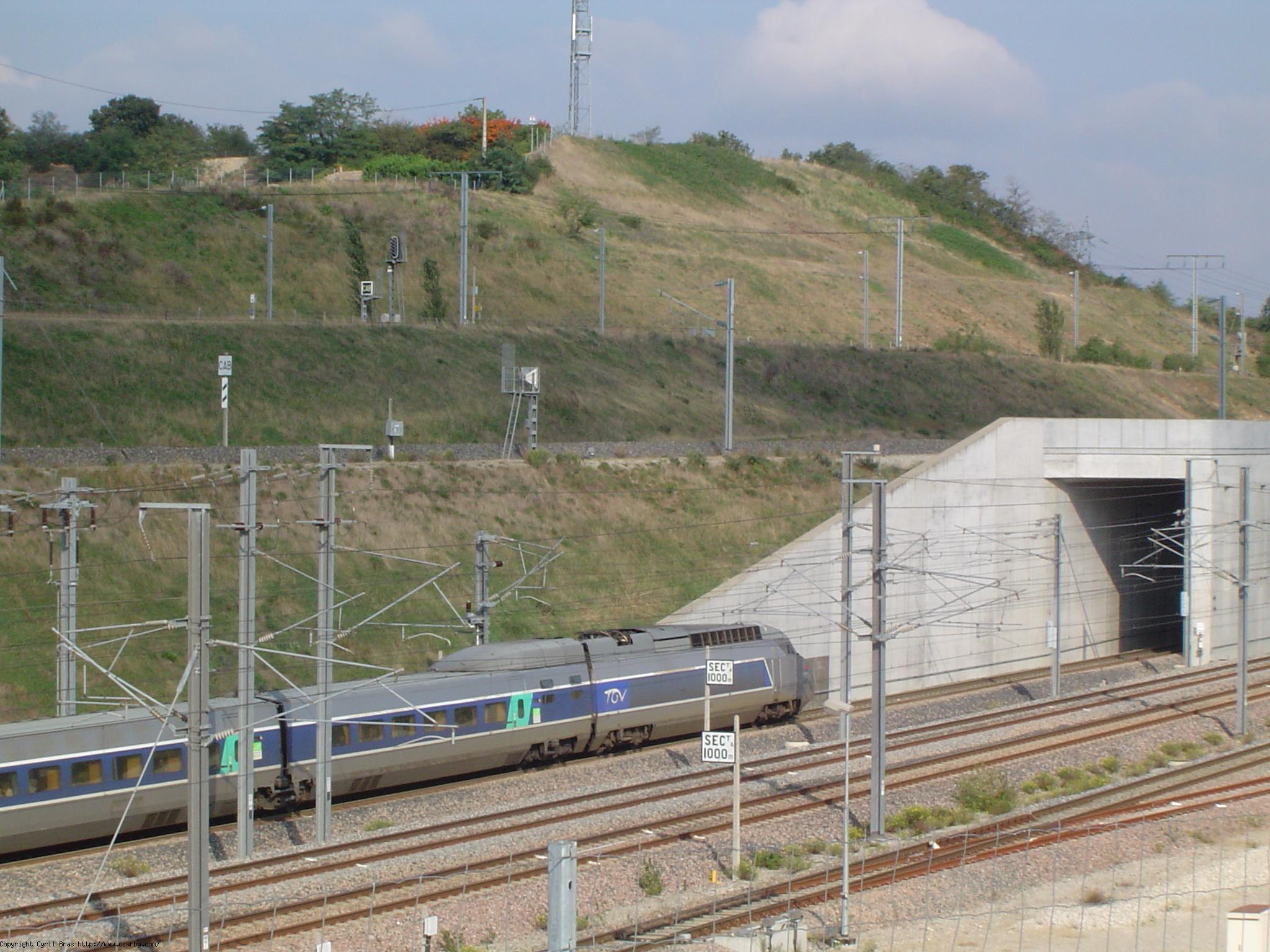
Une rame TGV Réseau à hauteur du raccordement de Saint-Marcel-lès-Valence. On distingue le raccordement vers la ligne classique Valence - Moirans - Grenoble à l'arrière plan.

Cette LGV ne comportait initialement aucun raccordement intermédiaire utilisé en service normal, mais depuis décembre 2013 et jusqu'en novembre 2018 un raccordement à Saint-Marcel-lès-Valence entre la Ligne de Valence à Moirans et la LGV vers le sud, accompagné de l'électrification de la ligne Valence - Grenoble - Annecy, permettait de rares liaisons directes entre Annecy et la Méditerranée. Malgré les 24,24 millions d'euros investis par la région Auvergne Rhône-Alpes sur les 40 millions du projet. La liaison Annecy/Grenoble/Marseille jugée non rentable par la SNCF n'aura été exploitée que 5 ans.
Une ouverture au service régulier du raccordement de service de Pierrelatte permettrait de desservir Orange plus rapidement depuis le nord, ainsi qu'Avignon-Centre et Arles vu qu'aucun raccordement n'a été créé à Roquemaure, mais cette solution n'a pas été retenue par l'exploitant.
Des raccordements supplémentaires auraient pu assurer une meilleure desserte des gares existantes :
- un raccordement à Roquemaure depuis le nord vers Avignon aurait non seulement permis de desservir la gare centrale, mais aussi de desservir Arles plus rapidement ;
- un raccordement à Orgon avec la ligne d'Avignon à Miramas par Cavaillon aurait permis de desservir Salon-de-Provence, Miramas et Istres depuis le nord.

À Avignon, un raccordement dit Virgule d'Avignon, mis en service le 15 décembre 2013, permet de créer une liaison TER entre la gare TGV, la gare centrale, Cavaillon, Salon-de Provence et Miramas, ainsi qu'avec la gare de Carpentras, depuis le 25 avril 2015. Ce raccordement ne permet pas aux TGV d'accéder à la ligne classique, en l'absence d'appareil de voie le reliant aux voies de la LGV.

### Gares nouvelles
La LGV Méditerranée comporte trois gares nouvelles :
- Valence-TGV, à Saint-Marcel-lès-Valence (à 16 km de la gare centrale par la route). Cette gare est encore unique dans son genre, car elle possède deux niveaux : en bas les TGV, en haut les TER. Elle permet une correspondance assez rapide par TER vers Romans-Bourg-de-Péage et Grenoble, Gap via Valence-Ville, mais aussi la ligne TER Valence – Marseille ;
- Avignon-TGV, au sud d'Avignon (à 5 km de la gare centrale). Depuis décembre 2013, des TER relient directement cette gare avec celle d'Avignon-Centre (liaison auparavant effectuée en autobus), mais aussi en direction de Carpentras, Cavaillon, Salon-de-Provence, etc. ;
- Aix-en-Provence-TGV, près du réservoir du Réaltor, à 15 kilomètres d'Aix-en-Provence, sur la route de Marignane. Cette gare accueille plus de voyageurs qu'attendu et dessert le nord de l'agglomération marseillaise. Des navettes par autocar assurent le lien vers Aix-en-Provence, vers Manosque, Digne-les-Bains et l'aéroport de Marseille Provence.

Enfin, elle comporte aussi une gare en projet près de Montélimar, à Allan, dont la construction n'est pas décidée à ce jour. Le projet est néanmoins régulièrement évoqué ; la suppression en décembre 2016 de plusieurs arrêts de TGV à la gare de Montélimar incite, en janvier 2017, les élus locaux à le relancer. Cette gare, qui s'appellerait « Montélimar Provence », est critiquée par la FNAUT, en arguant notamment une mauvaise connexion aux transports publics locaux du fait de son emplacement à Allan, mais aussi son coût comparé à des retombées économiques probablement faibles.

### Dessertes et temps de trajet
La LGV Méditerranée est desservie par des TGV radiaux, reliant Barcelone, le Languedoc-Roussillon (intégré à l'Occitanie), Marseille, la Provence et la Côte d'Azur à l'Île-de-France, mais aussi des TGV intersecteurs vers Lyon, Lille, Bruxelles, Rennes, Nantes, Le Havre, Genève (TGV Lyria), Nancy, Metz, Luxembourg et Francfort-sur-le-Main (liste non exhaustive). Il existe également une desserte TGV entre Lyon et Toulouse. En outre, des AVE relient Lyon à Barcelone et Marseille à Madrid (via Barcelone). À cela s'ajoutent des trains Ouigo.
Les LGV Sud-Est et Rhône-Alpes permettent de relier Paris à Valence TGV en 2 h 10. L'emprunt de la ligne classique PLM au sud de Valence TGV permet d'assurer des relations de Paris à Valence-Ville en 2 h 30, Montélimar en 2 h 50, Orange en 3 h 15 et Avignon-Centre en 3 h 30 (avec poursuite jusqu'à Miramas).
En empruntant la LGV Méditerranée, les TGV permettent de relier Paris à Avignon TGV en 2 h 40, Aix-en-Provence TGV en 2 h 55 et Marseille en 3 h. Le parcours Avignon TGV – Aix TGV nécessite 20 min, et 30 min d'Avignon TGV à Marseille.

### Ouvrages remarquables
En raison de son tracé traversant un relief très marqué, la LGV Méditerranée comporte un grand nombre d'ouvrages d'art. Certains sont remarquables par leurs dimensions et leur mode de construction, et offrent de très belles vues aux voyageurs. Du nord au sud, on rencontre successivement :
- le viaduc de la Grenette (947 m) ;
- le tunnel de Tartaiguille (2 340 m) ;
- le double pont bow-string de La Garde-Adhémar (340 m) ;
- les bow-strings jumeaux de Mornas (889 m) et Mondragon (638 m) ;
- le viaduc de Roquemaure (680 m) ;
- le viaduc de Saint-Geniès-de-Comolas (550 m) ;
- le double viaduc TGV d'Avignon (1 622 m) ;
- les trois viaducs de Cavaillon (1 500 m), Cheval-Blanc (900 m) et Orgon (942 m) ;
- le viaduc de Vernègues (1 416 m) ;
- le viaduc de Ventabren (1 730 m)[37] ;
- le viaduc de l'Arc (416 m, à côté de l'aqueduc de Roquefavour) ;
- le tunnel des Pennes-Mirabeau (7 834 m, le plus long tunnel situé entièrement en France).

## Équipement

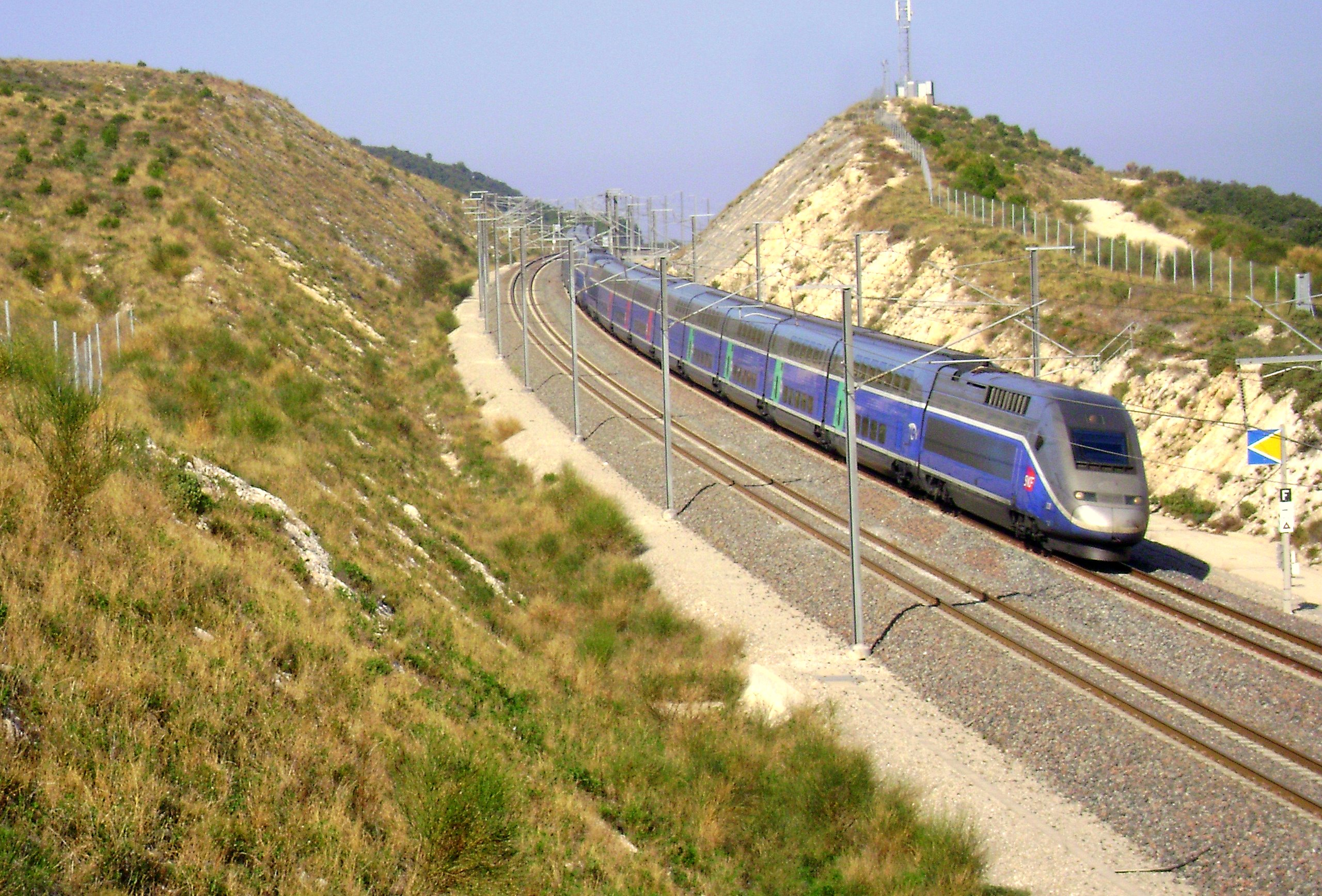
Une rame TGV Duplex, à proximité d'Avignon.

La LGV Méditerranée a été conçue pour une vitesse nominale (potentielle) de 350 km/h. Cette vitesse est permise, entre autres, par l'entraxe des voies qui atteint 4,50 m au lieu de 4,20 m sur les LGV Sud-Est et Atlantique. Elle est exploitée en service commercial depuis 2001 par des TGV à la vitesse maximum de 300 km/h. Toutefois dans le cadre de la mise au point du TGV Est, une zone est autorisée à 320 km/h comme base d'essais entre Avignon et Aix-en-Provence TGV, sur 41 km en sens impair voie 1, et 33 km en sens pair, voie 2.
Pour les déblais et remblais, 71 millions de m3 de terrassement ont été nécessaires. La ligne compte une longueur totale de 1 000 km de rails. Les rails au profil standard UIC ont un poids de 60 kg/m. Ils ont été posés en longueurs de 288 ou 396 m et soudés selon la méthode aluminothermique. La ligne compte 1666 traverses en béton au kilomètre, soit au total 900 000 traverses. Le ballast est constitué de 2,5 millions de tonnes de cailloux. La plate-forme est bordée de 14 500 poteaux caténaires.
Suivant l'évolution des technologies, la LGV Méditerranée n'est pas équipée de postes d'aiguillage locaux de type PRCI comme les lignes qui la précèdent, mais de postes à système d'enclenchement intégré (SEI). Les enclenchements ne sont plus ici assurés par des relais électro-mécaniques mais entièrement informatisés. Les SEI, au nombre de quinze dont deux sur la branche Languedoc, sont commandés par le CCT de Lyon, et à partir d'Allan, par le poste 1 de Marseille Saint-Charles. Ce dernier, mis en service le 9 avril 2001, est devenu le premier poste d'aiguillages de France avec ses 1180 itinéraires, tant sur ligne classique que sur la ligne à grande vitesse. La régulation sur la ligne est assurée par le centre de coordination opérationnel Méditerranée, situé à Paris-Saint-Lazare.
Des détecteurs de chutes d'objets sont placés sur les principaux passages supérieurs, ce qui permet de couper la circulation ferroviaire le cas échéant.

### Électrification

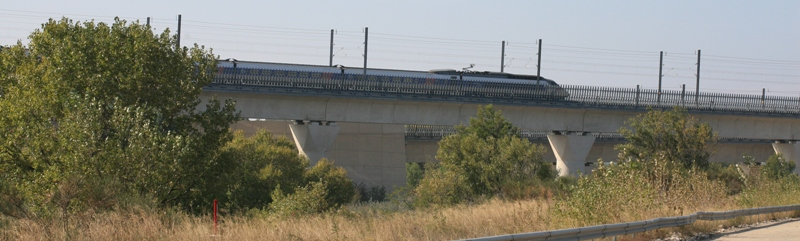
Une rame TGV Sud-Est sur le viaduc des Angles.

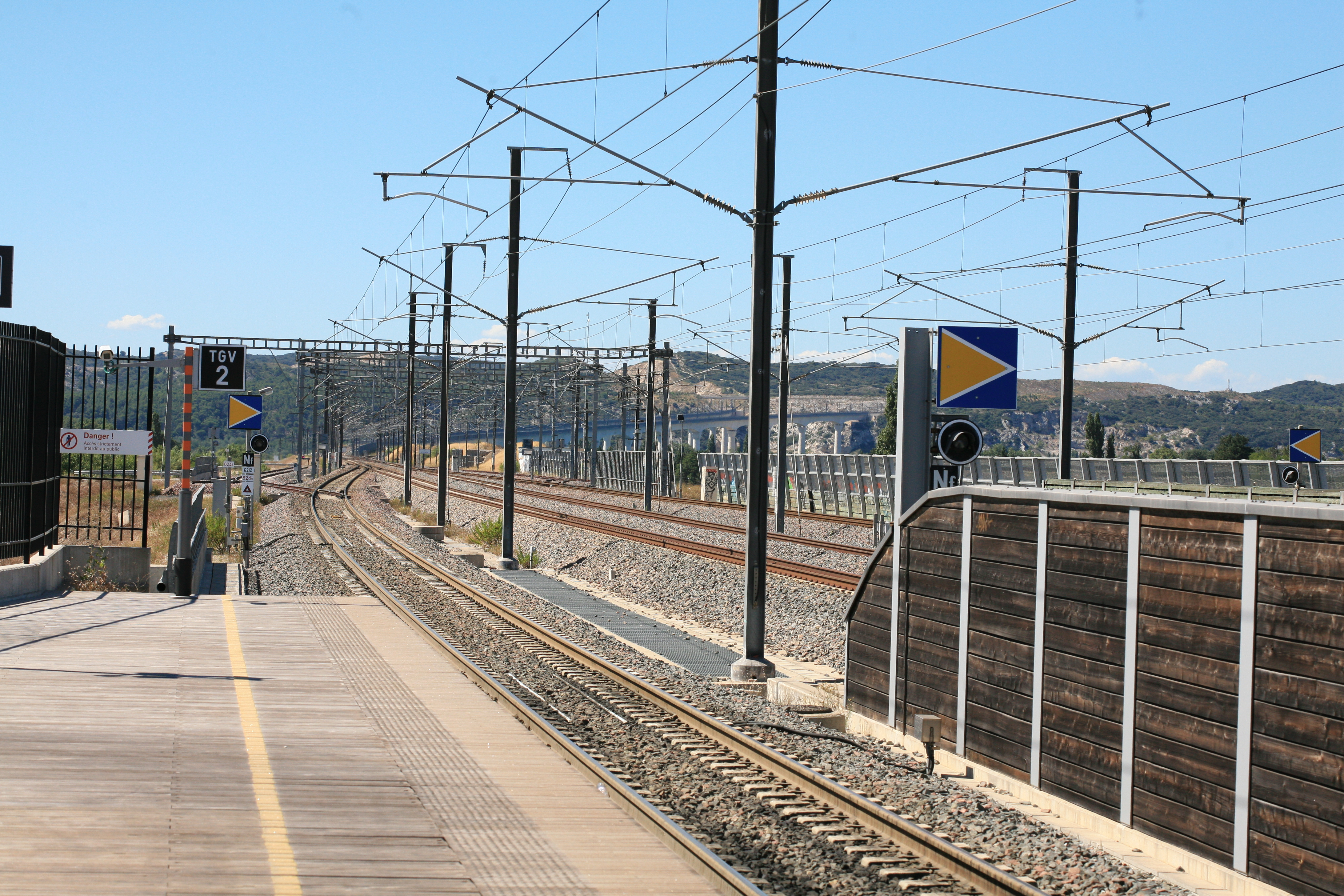
Les voies à la sortie de la gare d'Avignon TGV. Au fond, le viaduc des Angles.

La ligne est électrifiée en 2x25kV - 50 Hz. Les six sous-stations qui l'alimentent sont connectées au réseau 225 kV géré par la société Réseau de transport d'électricité (RTE), en général avec deux circuits triphasés (un principal et un de secours). Elles comportent deux transformateurs (dont un de secours) et comportent un sectionnement mobile à leur franchissement qui est activé si une sous-station encadrante est mise hors service. Elles sont situées à:
- Chambaud, près de Valence TGV : elle alimente la LN4 jusqu'à Lapeyrouse-Mornay et la LN5 jusqu'à Chabeuil, ainsi que la ligne classique vers Valence ville ; elle est alimentée depuis le poste de Beaumont-Monteux ;
- Chabrillan, entre Crest et le viaduc de la Grenette, pour l'alimentation du secteur Chabeuil-Allan ; elle est alimentée par deux lignes à 225 kV venant des centrales hydrauliques de Beaumont-Montheux (sur l'Isère) et du Logis-Neuf (sur le Rhône) ;
- La Croisière, près de Bollène, pour l'alimentation du secteur Allan-Pujaut ; elle est alimentée depuis la centrale de Bollène et depuis le poste de Barjac (Gard) ;
- Biscarrat, sur l'antenne en direction de Nîmes, pour l'alimentation du secteur Pujaut-Avignon (sortie de la tranchée couverte) et de toute l'antenne de Nîmes ; elle est alimentée par deux circuits biphasés 225 kV depuis le poste de Jonquières ;
- Orgon, pour l'alimentation du secteur situé au sud d'Avignon, direction Marseille ;
- Réaltor, près d'Aix-en-Provence-TGV, pour l'alimentation du secteur proche de Marseille.

Les raccordements sur Marseille et Manduel sont électrifiés en 1 500 V continu.

### Signalisation
La ligne est équipée des circuits de voie à haute fréquence et de la transmission voie-machine, comme les autres LGV françaises. La dernière version (TVM 430) de ce système est installée. La ligne comporte un réseau de 24 détecteurs sismiques étudiés en coopération avec le CEA, permettant de ralentir ou d'arrêter les circulations en cas de détection de séisme important risquant de déformer les voies.

### Travaux complémentaires
Outre la construction de la ligne nouvelle, le projet comprend plusieurs opérations complémentaires sur le réseau classique, en particulier le réaménagement de la gare de Marseille-Saint-Charles et du plan des voies en avant-gare avec création d'un nouveau poste PRCI, l'ancien poste de type PRS ne permettant pas d'accueillir un surcroît de trafic.

## Financement
Le coût total de la ligne est de 24,2 milliards de francs, dont 10 % sont financés par l'État pour compenser le surcoût des modifications de tracés à la suite des oppositions des riverains. Le volet environnemental est estimé à environ 5 milliards de francs, soit 20 % du prix total.
Le taux de rentabilité interne, qui est estimé à 12,2 % lors de la planification de la ligne, est réévalué à  8,1 % en 2007, le seuil de rentabilité étant fixé à 8 %.

## Impact socio-économique
Durant la première année d'exploitation, dix-huit millions de personnes ont emprunté la nouvelle ligne, ce qui confirme son succès, dépassant même les prévisions établies,.
L'« effet TGV » se mesure en particulier sur les prix de l'immobilier à Marseille, qui connaissent dès avant la mise en service une hausse spectaculaire. La gare de Marseille-Saint-Charles n'a fait l'objet que d'une simple réhabilitation pour l'inauguration de la ligne. Mais une importante restructuration du quartier s'est ensuite déroulée, dans le cadre du programme Euroméditerranée.
De nombreux voyageurs mettent en revanche en cause l'effet TGV dans la forte augmentation des retards sur le réseau TER. La cause majeure est la saturation des complexes ferroviaires de Marseille et de Nice. Les relations TGV en provenance ou à destination des villes comprises entre Saint-Raphaël et Nice empruntent toujours la ligne littorale Marseille – Vintimille, déjà très chargée.